# سرطان كماني كبير
سرطان كماني كبير (الاسم العلمي: Uca major) هو نوع من الحيوانات يتبع جنس السرطان الكماني من فصيلة السرطانات الشبحية.